# Arsenal Maseru
Arsenal Maseru is een Lesothaanse voetbalclub uit de hoofdstad Maseru. De club werd genoemd naar de grote Engelse club Arsenal FC.

## Erelijst
Landskampioen
1989, 1991, 1993
Beker van Lesotho
Winnaar: 1989, 1991, 1998